# Vlag van Tsjernivtsi (oblast)

Vlag van Tsjernivtsi (ratio 2:3)

De vlag van Tsjernivtsi werd officieel aangenomen op 12 december 2001. De vlag toont een witte valk op een groene achtergrond. Aan de boven- en onderkant zijn smalle blauwe en gele banen: de blauwe banen nemen 1/10 van de hoogte van de vlag in, de gele 1/30. De valk is half zo hoog als de vlag.
De witte valk is een symbool voor schoonheid en dapperheid. De groene achtergrondkleur staat voor welzijn en hoop. De blauw-gele banen symboliseren de oblast met zijn rivieren en graanvelden, maar verwijzen ook naar de vlag van Oekraïne.